# Мю Жертвенника d
Мю Жертвенника d (также обозначается, как Mu Arae d, μ Ara d, HD 160691 d, Росина́нт) — экзопланета, расположенная в планетарной системе солнцеподобной звезды Мю Жертвенника. Открыта в 2004 году методом доплеровской спектроскопии. Период обращения 311 суток, большая полуось орбиты 0,921 а. е., эксцентриситет примерно 0,07. Минимальная масса 0,52 массы Юпитера.